# Santa Catarina, Sinaloa
Santa Catarina är en ort i Mexiko.   Den ligger i kommunen Concordia och delstaten Sinaloa, i den centrala delen av landet, 800 km nordväst om huvudstaden Mexico City. Santa Catarina ligger 189 meter över havet och antalet invånare är 408.
Terrängen runt Santa Catarina är kuperad åt nordost, men åt sydväst är den platt. Runt Santa Catarina är det glesbefolkat, med 13 invånare per kvadratkilometer. Närmaste större samhälle är Concordia, 13,8 km söder om Santa Catarina. I omgivningarna runt Santa Catarina växer i huvudsak lövfällande lövskog.